# Tulung Sari
Tulung Sari is een bestuurslaag in het regentschap Ogan Komering Ulu van de provincie Zuid-Sumatra, Indonesië. Tulung Sari telt 1617 inwoners (volkstelling 2010).